# Honorio Siccardi
Honorio Siccardi (født 13. september 1897 i Buenos Aires, Argentina - død 10. september 1963) var en argentinsk komponist og lærer.
Siccardi studerede i sin ungdom på musikkonservatoriet i Buenos Aires.
Han tog senere til Italien for at studere på Parma musikkonservatorium hos Gian Francesco Malipiero.
Han har skrevet en symfoni, orkesterværker, teatermusik, klaverkoncert,violinkoncert, korværker, kammermusik etc.